# 維利奇卡縣

49°59′22″N 20°3′58″E / 49.98944°N 20.06611°E
維利奇卡縣（波蘭語：Powiat wielicki），是波蘭的縣份，位於該國東南部，由小波蘭省負責管轄，首府設於維利奇卡，面積428平方公里，2006年人口105,266，人口密度每平方公里250人。